# Mureybet
Mureybet (Arabisch: مريبط) is een tell, of nederzettingsheuvel gelegen op de westoever van de Eufraat in gouvernement Ar-Raqqah in Noord-Syrië. De vindplaats is opgegraven tussen 1964 en 1974 omdat hij in het gebied lag dat overstroomd zou worden door de aanleg van de Tabqadam en het Assadmeer. De site ligt tegenwoordig onder water. Mureybet was bewoond tussen 10.200 en 8.000 v.Chr. en is de type site voor de gelijknamige Mureybetcultuur, of Mureybetien, een subcultuur van het Prekeramisch Neolithicum A (PPNA). De vroegste bewoningslagen van Mureybet omvatten een kleine nederzetting bewoond door jager-verzamelaars. De jacht was belangrijk en gewassen werden in eerste instantie verzameld en later gecultiveerd, maar nog niet gedomesticeerd. In de latere bewoningslagen zijn de botten van gedomesticeerde dieren gevonden.